# Vingrom
Vingrom é uma localidade da província de Oppland na região de Østlandet, Noruega. A 1 de janeiro de 2017 tinha uma população estimada de 592 habitantes.
Encontra-se localizada no interior do sul do país, na zona dos Alpes Escandinavos.